# Накшатра
Накшатра (санскр. नक्षत्र, трансліт. накшатра, nákṣatra IAST) — сузір'я в індійській астрономії, так звані «місячні стоянки» або «місячні будинки» (англ. lunar mansion), через які проходить Місяць. Термін знайшов широке застосування в індуїстському ритуалі, для якого є важливим визначення руху Місяця. Кожна накшатра названа за іменем головної зірки, що знаходиться в ній і має свого патрона (бога або мудреця). В індійській астрології накшатрі приписується різний вплив на долю людей. Зоряний місяць має 27,3 дня, що й знайшло своє вираження в системі Накшатра, яких налічується 27 або 28. У священних писаннях індуїзму Накшатри ототожнюються з дочками Дакші.

## Загальне уявлення

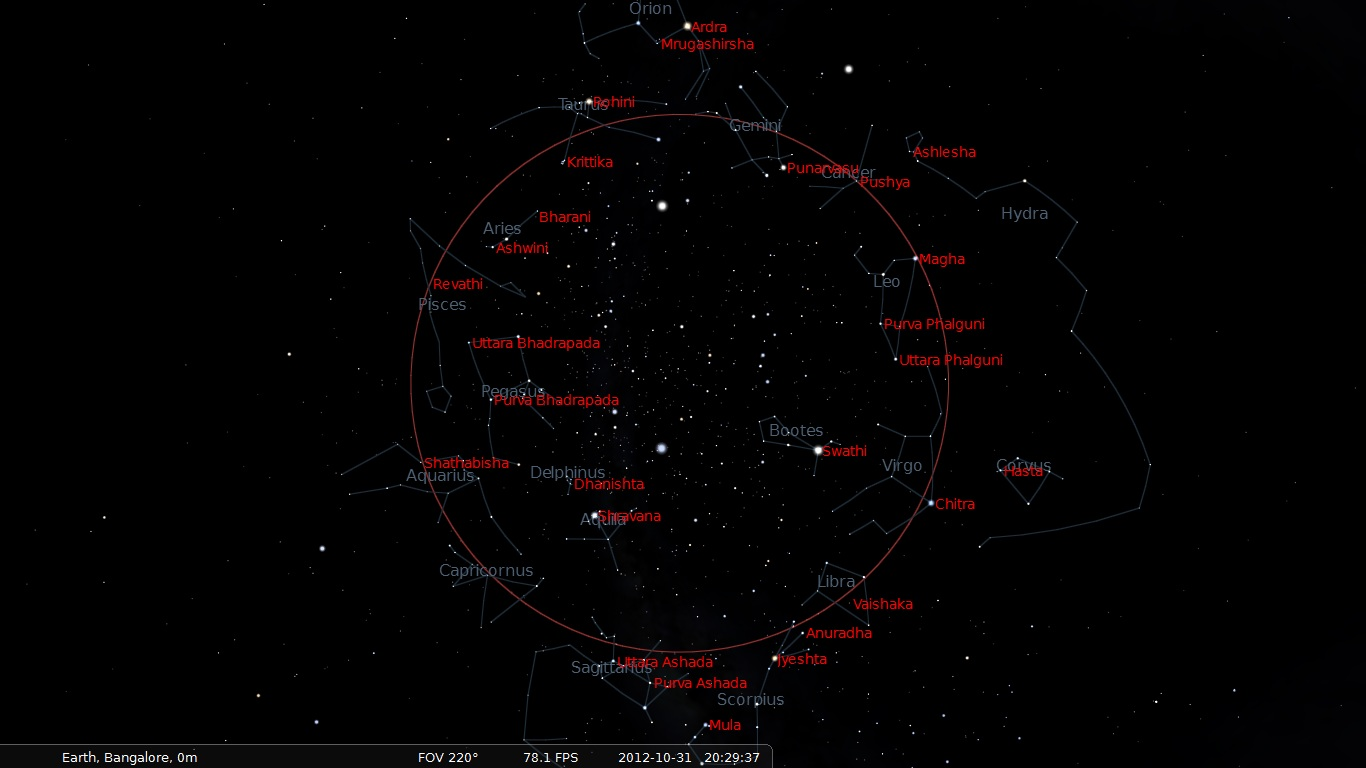
Накшатра мандала, положення місячних домів за «Сур'я-сідгантою»

Як і в зодіакальній системі, кожна накшатра є частиною екліптики лише з тією відмінністю, що накшатра займає 13° 20', а знак зодіаку 30°. Сидеричний період Місяця становить 27,3 дня, так що кожну накшатра Місяць проходить трохи більше доби.
Початковою точкою Накшатра і зодіакальних знаків вважається зірка Реваті (зета Риб). З неї починається знак Овна. Екліптика поділена на накштари на схід, починаючи від цієї точки. Список Накшатра ми можемо виявити в: Тайттірія — самхіті і Шатапатха — брагмані. Першим астрологічним текстом, які перераховують їх, є Джйотіша-веданґа давньоіндійського астролога Лаґадги.
У Стародавній Індії вважали, що Накшатри були створені Дакшою і є дружинами Чандри, бога Місяця.
У кожної Накшатра є свій планетний управитель. Їх послідовність така: Кету (Південний місячний вузол), Шукра (Венера), Раві або Сур'я (Сонце), Чандра (Місяць), Мангала (Марс), Рагу (Північний місячний вузол), Гуру або Брігаспаті (Юпітер), Шані (Сатурн) і Будга (Меркурій). Список повторюється три рази, таким чином охоплюючи всі 27 Накшатр. Управитель кожної Накшатра визначає планетарний період, відомий як даша, який вважається важливим для передбачення долі окремої людини.
Кожна накшатра також має своє, правляче нею божество, і характеризується статтю, ганом, гуною, варною, душею, спрямованістю, сексуальним тотемом.
У Тибеті також є система двадцяти восьми констеляцій (Вайлі rgyu skar), але якщо індійська система ділить зодіак на двадцять сім рівних частин, а двадцять восьма Абхіджіт знаходиться поза зодіаку і займає місце між останньою чвертю Уттара — Ашадга і 1/15 частиною Шраван, то тибетська розділяє одну з двадцяти семи рівних частин на дві. Система двадцяти восьми місячних констеляцій зустрічається і в китайській астрономії. Тут наголос робиться на Полярну зорю як на центр небес, подібний китайському імператору на землі. Стоянки, які уподібнюються міністрам, обертаються навколо неї по зоряному екватору і тому зрушені відносно індійських накшатра на 180° і складаються з груп зірок, трохи відмінних від тих, що становлять загальноіндійські стоянки.
Система місячних будинків також була відома в арабській астрології, потім від арабів вона потрапила до Іспанії й поширилася в Європі. Опис їх знаходимо в трактаті з астромагії «Мета мудреця» — «Пікатрікс»  / Тут накшатра називають Мансіон — палац. Однак по всій видимості було втрачено розуміння, що накшатра повинна відповідати дню сидеричного місяця (27,3 дня) і зодіак був поділений на 28 рівних частин по 12,86 градуса.

## Список Накшатр
Китайські відповідники у порядку — традиційне письмо, спрощене, піньїнь (романська транскрипція), Паладія (російська транскрипція)
| No.   | Ім'я | Пов'язані зорі | Опис | Зображення |  |
| ----- | --- | --- | --- | ---------- |  |
| 1     | Ашвіні санскр. अश्विनी, Aśvinī IAST ‘дружина Ашвінів’ тиб. Тхакар, Вайлі tha skar Китайська мова\|婁宿\|娄宿\|Lóu xiù\|Лоу сю ‘прив'язь’                                                         | β и γ Овна | - Управитель: Кету - Символ: голова коня - Божество: Ашвіни, близнюки, лікарі богів - 0° — 13°20' Меша                                                                                   | Овен       |  |
| 2     | Бгарані санскр. भरणी, Bharanī IAST ‘носій’ тиб. Драньє, Вайлі bra nye Китай胃宿\|Wèi xiù\|Вей сю ‘шлунок’                                                                                      | 35 Овна\| Arietis, 39 Овна\| Arietis, 41 Овна\|Arietis | - Управитель: Шукра (Венера) - Символ: йоні - Божество Яма, божество смерті, Дхарма - 13° 20' — 26°40' Меша                                                                              |            |  |
| 3     | Кріттіка санскр. कृत्तिका, Kṛttikā IAST Плеяди; 6 матерів Картикеї, сина Шиви. тиб. Миньдруг, Вайлі smin drug Китай\|昴宿\|Mǎo xiù\|Мао сю ‘ Плеяди (волохата голова)’                            | Плеяди | - Управитель: Сур'я (Сонце) - Символ: ніж або спис - Божество: Агні, божество вогню - 26°40' Меша — 10° Врішабга\|Тілець                                                                 |            |  |
| 4     | Рогіні санскр. रोहिणी, Rohinī IAST ‘червона’, назва Альдебарана. Також brāhmī. тиб. Нарма, Вайлі snar ma Китай\|畢宿\|毕宿\|Bì xiù\|Би сю ‘сачок’                                                | Альдебаран | - Управитель: Чандра - Символ: віз, колісниця, храм, баньян, ладан, сандал - Божество: Брахма або Праджапаті - 10° — 23°20' Врішабга, Тільця                                             |            |  |
| 5     | Мріґаширша}} санскр. मृगशीर्षम्, Mr̥gáśirṣa IAST ‘оленяча голова’. Також āgrahāyaṇī тиб. Го, Вайлі mgo ‘голова’ Китай\|觜宿\|Zī xiù\|Цзи сю ‘черепаха’                                             | λ, Фі Оріона\|φ\|Phi Orionis | - Управитель: Мангала (Марс) - Символ: оленяча голова - Божество: Сома, Чандра, божество Місяця - 23° 20' Врішабга — 6° 40' Мітхуна\|Близнята                                            |            |  |
| 6     | Ардра санскр. आद्रा, Ārdrā IAST ‘вологе’ тиб. Лаг, Вайлі lag ‘рука’ Китай\|參宿\|参宿\|Shēn xiù\|Шень сю ‘три’                                                                                  | Бетельгейзе | - Управитель: Рагу - Символ: сльоза, алмаз, людська голова - Божество: Рудра, божество бурі - 6° 40' — 20° Мітхуна                                                                       |            |  |
| 7     | Пунарвасу (подвійна) санскр. पुनर्वसु, Punarvasu IAST ‘два відновника багатства’, або yamakau «дві колісниці» тиб. Набсо, Вайлі nabs so Китай\|井宿\|Jǐng xiù\|Цзин сю ‘колодязь’                | Кастор і Поллукс | - Управитель: Брігаспаті (Юпітер) - Символ: лук і колчан - Божество: Адіті, мати божеств - 20° Мітхуна — 3°20' Карка                                                                     |            |  |
| 8     | Пушья санскр. पुष्य, Puṣya IAST ‘годувальник’, або sidhya, tiṣya тиб. Гьяль, Вайлі rgyal ‘цар’ Китай\|鬼宿\|Guǐ xiù\|Гуй сю ‘бес’                                                               | γ, δ and θ | - Управитель: Шані (Сатурн) - Символ: коров'яче вим'я, лотос, стріла та коло - Божество: Брігаспаті, божественний жрець - 3°20' — 16°40' Карката                                         | Рак        |  |
| 9     | Ашлеша санскр. आश्लेषा, Āśleṣā IAST ‘обійми’ тиб. Каг, Вайлі skag ‘зло, перепона’ Китай\|柳宿\|Liǔ xiù\|Лю сю ‘верба’                                                                            | Дельта Гідри\|δ\|Delta Hydrae, іпсилон Гідри\|ε\|Epsilon Hydrae, η, ρ, Сігма Гідри\|σ\|Sigma Hydrae                                                                                         | - Управитель: Будга (Меркурій) - Символ: змія - Божества: Змії, наги - 16°40' — 30° Карката                                                                                              |            |  |
| 10    | Маґга санскр. मघा, Maghā IAST ‘достатнє’ тиб. Чху, Вайлі mchu ‘уста’ \|星宿\|Xīng xiù\|Син сю ‘зірка’                                                                                          | Регул | - Управитель: Кету - Символ: царський трон - Божества: пітари, ‘батьки’, сімейні предки - 0° — 13°20' Лев                                                                                | Симха      |  |
| 11    | Пурва-Фалґуні санскр. पूर्व फाल्गुनी, Pūrva Phalgunī IAST ‘перше із червоних’ тиб. Дре, Вайлі gre Китай\|張宿\|张宿\|Zhāng xiù\|Чжан сю ‘розкрита сіть’                                             | δ и θ | - Управитель: Шукра (Венера) - Символ: передні ніжки ліжка, гамак, фікус - Божество: Бгаґа, бог багатства і сімейного щастя - 13°20' — 26°40' Симха                                      |            |  |
| 12    | Утара-Фалґуні санскр. उत्तर फाल्गुनी, Uttara Phalgunī IAST ‘друге зі червонуватих’ тиб. Во, Вайлі dbo ‘підйом, росток, набухання, розлив’ Китай\|翼宿\|Yì xiù\|І сю ‘крила’                        | Денебола | - Управитель: Сур′я (Сонце) - Символ: 4 ніжки ліжка, гамак - Божество: Арьяман, бог-покровитель - 26°40' Симха — 10° Канья                                                               |            |  |
| 13    | Хаста санскр. हस्त, Hasta IAST ‘рука’ тиб. Межы, Вайлі me bzhi Китай\|軫宿\|轸宿\|Zhěn xiù\|Чжень сю ‘віз’                                                                                     | α, Бета Ворона, Гамма Ворона\|γ\|Gamma Corvi, Дельта Ворона\|δ\|Delta Corvi, іпсилон Ворона\|ε\|Epsilon Corvi                                                                               | - Управитель: Чандра (Місяць) - Символ: рука, кулак - Божество: Савітар або Сур'я, бог Сонця - 10° — 23°20' Канья                                                                        | Діва       |  |
| 14    | Чітра санскр. चित्रा, Chitrā IAST ‘ясний’, назва Спики тиб. Нагпа, Вайлі nag pa ‘чорний; злочин’ Китай\|角宿\|Jiăo xiù\|Цзяо сю ‘ріг’                                                            | Спіка | - Управитель: Мангала (Марс) - Символ: перлина, блискуча коштовність - Божество: Тваштар або Вішвакарман, божественний зодчий - 23°20' Канья — 6°40' Терези                              | Тула       |  |
| 15    | Сваті санскр. स्वाती, Svātī IAST назва Арктура тиб. Сарі, Вайлі sari Китай\| \|亢宿\|Kàng xiù\|Кан сю ‘шия’                                                                                      | Арктур | - Управитель: Рагу - Символ: стебло рослини, корал - Божество: Ваю, божество вітру - 6°40' — 20° Тула                                                                                    |            |  |
| 16    | Вішакха санскр. विशाखा, Viśākhā IAST ‘вилкоподібне, гіллясте’; також rādhā ‘дар’ тиб. Сага, Вайлі sa ga Китай\|氐宿\|Dĭ xiù\|Ді сю ‘корінь’                                                      | α, β, γ | - Управитель: Брігаспаті (Юпітер) - Символ: тріумфальна арка, гончарний круг - Божество: Індра, цар богів; Агні, божество вогню - 20° Тула — 3°20' Врішчіка                              |            |  |
| 17    | Анурадга санскр. अनुराधा, Anurādhā IAST ‘наступна rādhā’ тиб. Хламцгам, Вайлі lha mtshams Китай\|房宿\|Fáng xiù\|Фан сю ‘кімната’                                                                | Бета Скорпіона, Дельта Скорпіона и Пі Скорпіона Скорпіона | - Управитель: Шані (Сатурн) - Символ: тріумфальна арка, лотос - Божество: Мітра, бог дружби та співпраці - 3°20' — 16°40' Врішчіка                                                       | Скорпіон   |  |
| 18    | Джйештха санскр. ज्येष्ठा, Jyeṣtha IAST ‘найстаріше, найчудовіше’ тиб. Нрьонь, Вайлі snron Китай\|心宿\|Xīn xiù\|Синь сю ‘серце’                                                                  | α, σ, τ | - Управитель: Будга (Меркурій) - Символ: круглий амулет, парасолька, сережка - Божество: Індра, цар богів - 16°40' — 30° Врішчіка                                                        |            |  |
| 19    | Мула санскр. मूल, Mūla IAST ‘корінь’ тиб. Нруб, Вайлі snrubs Китай \|尾宿\|Wěi xiù\|Вей сю ‘хвіст’                                                                                             | іпсилон Скорпіона\|ε\|Epsilon Scorpii, Дзета Скорпіона\|ζ\|Zeta Scorpii, ета Скорпіона\|η\| Eta Scorpii , θ, ι, Каппа Скорпіона, λ, Мю¹ Скорпіона , \|Ню Скорпіона\|ν\|Nu Scorpii Скорпіона | - Управитель: Кету - Символ: зв'язка саджанців, слонове стрекало - Божество: Ніррріті\|Nirṛti, богиня знищення і розпаду - 0° — 13°20' Дганур                                            | Стрілець   |  |
| 20    | Пурвашадга санскр. पूर्वाषाढा, Pūrva Aṣādhā IAST ‘перша aṣāḍhā’, де aṣāḍhā ‘непереможна’ — назва сузір'я тиб. Чгутьод, Вайлі chu stod ‘верхня вода’ Китай\|箕宿\|Jī xiù\|Цзи сю ‘віяльна плетушка‘ | Дельта Стрільця\|δ\|Delta Sagittarii и ε Стрільця | - Управитель: Шукра (Венера) - Символ: слоновий бивень, опахало, віяльна плетушка - Божество: Ап, бог води - 13°20' — 26°40' Дганур                                                      |            |  |
| 21    | Уттарашадга санскр. उत्तराषाढा, Uttara Aṣādhā IAST ‘друга aṣāḍhā’ тиб. Чгумед, Вайлі chu smad ‘нижня вода’ Китай\|斗宿\|Dǒu xiù\|Доу сю ‘ківш’                                                    | Дзета Стрільця\|ζ\|Zeta Sagittarii і Сигма Стрільця\|σ\|Sigma Sagittarii Стрільця | - Управитель: Сур'я (Сонце) - Символ: слонячий бивень, маленьке ложе - Божество: Вішвадеви, всі боги - 26°40' Дганус — 10° Макара                                                        | Козерог    |  |
| 21-22 | Абхіджит санскр. अभिजित, Abhijit IAST ‘переможне’ тиб. Дрожинь, Вайлі gro bzhin Китай\|牛宿\|Niú xiù\|Ню сю ‘бик’                                                                               | α, ε и ζ Ліри | - Управитель: Брахма - Зодіак: 06° 40' — 10° 53' 40 Козерога |            |  |
| 22    | Шравана санскр. श्रवण, Śravana IAST ‘слухання’ тиб. Чжьижинь, Вайлі byi bzhin Китай\|Girl\|女宿\|Nǚ xiù\|Нюй сю ‘дівиця’                                                                       | α, β и γ Орла | - Управитель: Чандра (Місяць) - Символ: вухо або три сліди - Божество: Вішну, хранитель світотворення - 10° — 23°20' Макара                                                              |            |  |
| 23    | Дганіштха санскр. श्रविष्ठा, Śraviṣṭhā IAST ‘найвідоміший’, також धनिष्ठा Dhaniṣṭhā ‘найшвидше’ тиб. Мьоньдре, Вайлі mon gre Китай\|虛宿\|Xū xiù\|Сюй сю ‘пустота’                                   | від α до Дельта Дельфіна\|δ\|Delta Delphini Дельфіна | - Управитель: Мангала (Марс) - Символ: барабан або флейта - Божество: 8 Васу, богів земного достатку - 23°20' Макара — 6°40' Кумбга                                                      | Водолій    |  |
| 24    | Шатабгиша санскр. शतभिषा, Śatabhiṣa IAST ‘сто лікарів’ тиб. Мьоньдре, Вайлі mon gru Китай\|危宿\|Wēi xiù\|Вей сю ‘гребінь даху’                                                                 | Гамма Водолія\|γ\|Gamma Aquarii Водолія | - Управитель: Рагу - Символ: порожнє коло, 1000 кольорів або зірок - Божество: Варуна, бог космічної води, неба і землі - 6°40' — 20° Кумбга                                             |            |  |
| 25    | Пурвабгадрапада санскр. पूर्वभाद्रपदा, Pūrva Bhādrapadā IAST ‘перша із благословенних ніг’ тиб. Тхрумтёд, Вайлі khrums stod Китай\|室宿\|Shì xiù\|Ші сю ‘житло’                                    | α и β Пегаса | - Управитель: Бріхаспаті (Юпітер) - Символ: мечі або передні ніжки поховального ложа, людина з двома обличчями - Божество: Аджикапада, древній вогняний дракон - 20° Кумбга — 3°20' Міна | Риби       |  |
| 26    | Уттарабгадрапада санскр. उत्तरभाद्रपदा, Uttara Bhādrapadā IAST ‘друга з благословенних ніг’ тиб. Тхруммед, Вайлі khrums smad Китай\|壁宿\|Bì xiù\|Бі сю ‘стіна’                                   | γ Пегаса и α Андромеди | - Управитель: Шані (Сатурн) - Символ: близнюки, задні ніжки поховального ложа, змія у воді - Божество: Ахір Будг'яна, змія або дракон глибини - 3°20' — 16°40' Міна                      |            |  |
| 27    | Реваті санскр. रेवती, Revatī IAST ‘процвітаюче’ тиб. Намдру, Вайлі nam gru Китай\|奎宿\|Kuí xiù\|Куй сю ‘ляжки’                                                                                 | Дзета Рbб\|ζ\|Риб | - Управитель: Будга (Меркурій) - Символ: риба або пара риб, барабан - Божество: Пушан, кормилець, бог-захисник - 16°40' — 30° Міна                                                       |            |  |

## Імена
Кожна з Накшатра займає 13 ° 20 'екліптики. Далі нашкатри діляться на чверті або пада по 3 ° 20 ', і в наступній таблиці дано склади, які підходять для початку імені дитини (намакарана), яка народилася в ту чи іншу паду. Всього пад 108 — сакральне число для індуїзму і буддизму.
| #  | Накшатра         | Пада 1    | Пада 2    | Пада 3    | Пада 4    |
| -- | ---------------- | --------- | --------- | --------- | --------- |
| 1  | Ашвіні           | चु Чу      | चे Че      | चो Чо      | ला Ла      |
| 2  | Бгарані          | ली Лі      | लू Лу      | ले Ле      | पो Ло      |
| 3  | Кріттіка         | अ А       | ई І       | उ У       | ए Е       |
| 4  | Рогіні           | ओ О       | वा Ва/Ба   | वी Ві/Бі   | वु Ву/Бу   |
| 5  | Мрігаширша       | वे Ве/Бе   | वो Во/Бо   | का Ка      | की Ке      |
| 6  | Ардра            | कु Ку      | घ Гха     | ङ Нга     | छ Чха     |
| 7  | Пунарвасу        | के Ке      | को Ко      | हा Ха      | ही Хи      |
| 8  | Пуш'я            | हु Ху      | हे Хе      | हो Хо      | ड Да      |
| 9  | Ашлеша           | डी Ди      | डू Ду      | डे Де      | डो До      |
| 10 | Магха            | मा Ма      | मी Ми      | मू Му      | मे Ме      |
| 11 | Пурвапхалгуні    | नो Мо      | टा Та      | टी Ти      | टू Ту      |
| 12 | Уттарапхалгуні   | टे Те      | टो То      | पा Па      | पी Пі      |
| 13 | Хаста            | पू Пу      | ष Ша      | ण На      | ठ Тха     |
| 14 | Чітра            | पे Пе      | पो По      | रा Ра      | री Рі      |
| 15 | Сваті            | रू Ру      | रे Ре      | रो Ро      | ता Та      |
| 16 | Вішакха          | ती Ті      | तू Ту      | ते Те      | तो То      |
| 17 | Анурадга         | ना На      | नी Ні      | नू Ну      | ने Не      |
| 18 | Джйештха         | नो Но      | या Я       | यी Йі      | यू Ю       |
| 19 | Мула             | ये Е       | यो Йо      | भा Бга     | भी Бгі     |
| 20 | Пурвашадга       | भू Бгу     | धा Дга     | फा Бга/Пха | ढा Дга     |
| 21 | Уттарашадга      | भे Бге     | भो Бго     | जा Джа     | जी Джи     |
| 22 | Шравана          | खी Джу/Кхі | खू Дже/Кху | खे Джо/Кхе | खो Гха/Кхо |
| 23 | Дганіштха        | गा Га      | गी Гі      | गु Гу      | गे Ге      |
| 24 | Шатабгіша        | गो Го      | सा Са      | सी Сі      | सू Су      |
| 25 | Пурвабгадрапада  | से Се      | सो Со      | दा Да      | दी Ді      |
| 26 | Уттарабгадрапада | दू Ду      | थ Тха     | झ Джга    | ञ Да/Тра  |
| 27 | Реваті           | दे Де      | दो До      | च Ча      | ची Чі      |